# Edgar Bueno
Edgar Bueno (Marcelino Ramos, 12 de outubro de 1948) é um político brasileiro filiado ao Partido da Social Democracia Brasileira. Foi deputado estadual e três vezes prefeito do município de Cascavel, Oeste do Paraná.

## Histórico
filho de Julio Bueno e Julieta Bueno. Em 1966 mudou-se para Cascavel onde trabalhou no comércio. Em 1969 torna-se empresário ao abrir uma loja no centro da cidade. Em 1992 ingressa na política ao se candidatar ao cargo de prefeito, sem sucesso. Elegeu-se deputado estadual no ano de 1994. sendo reeleito quatro anos depois.
No pleito municipal do ano 2000 foi eleito prefeito, cargo para o qual foi reeleito nos pleitos de 2008 e 2012. Já no primeiro mandato, encerra suas atividades no comércio para se dedicar exclusivamente à política.
É o prefeito que mais tempo governou o município, totalizando 12 anos em três mandatos, sendo dois consecutivos.
Novamente filiado ao PSDB, foi candidato a prefeito de Cascavel em 2024, não obtendo sucesso, tendo sido derrotado por Renato Silva, do Partido Liberal.

## Principais realizações
Nas suas três gestões como prefeito, teve como principais realizações reformulação da Praça do Migrante, o início da ampliação do Aeroporto Municipal, a construção do Parque Vitória e do Parque Tarqüínio Joslin dos Santos, a conclusão do Teatro Municipal, como também uma parte da reformulação do centro da cidade, com o Programa de Desenvolvimento Integrado - PDI. 